# Wolfcoz II.
Wolfcoz II. war ein mittelalterlicher Schreiber und Mönch des Klosters St. Gallen im späteren 9. Jahrhundert.

## Leben
Wolfcoz II. ist um 839 erstmals bezeugt, er starb an einem 7. August vor 895. Wolfcoz II. trat um 838 ins Kloster St. Gallen ein und ist 839 als Diakon, 839–867 als Urkundenschreiber, 861–868 als Außenpropst für den Norden (dieses Amt hatte Wolfcoz möglicherweise schon 854 inne) sowie 878/879 als Dekan nachgewiesen. Mit seinem – vielleicht verwandten – Namensvetter Wolfcoz I. prägte er die Schriftentwicklung und Buchkunst in St. Gallen im 9. Jahrhundert.
| HLS | Diese Fassung des Artikels basiert auf dem Eintrag von Ernst Tremp im Historischen Lexikon der Schweiz (HLS), der gemäss den Nutzungshinweisen des HLS unter der Lizenz Creative Commons – Namensnennung – Weitergabe unter gleichen Bedingungen 4.0 International (CC BY-SA 4.0) steht. Sollte der Artikel so weit überarbeitet und ausgebaut worden sein, dass er sich erheblich vom HLS-Artikel unterscheidet, wird dieser Baustein entfernt. Der ursprüngliche Text und ein Verweis auf die Lizenz finden sich auch in der Versionsgeschichte des Artikels. |

| Personendaten    | Personendaten       |
| ---------------- | ------------------- |
| NAME             | Wolfcoz II.         |
| KURZBESCHREIBUNG | Schreiber und Mönch |
| GEBURTSDATUM     | 9. Jahrhundert      |
| STERBEDATUM      | 9. Jahrhundert      |